# Hans Petter Buraas
Hans Petter Buraas (* 20. března 1975, Bærum, Norsko) je bývalý norský alpský lyžař.
Svého největšího úspěchu dosáhl na olympijských hrách v Naganu roku 1998, kde vyhrál závod ve slalomu. Na mistrovství světa bylo jeho nejlepším výsledkem osmé místo ve slalomu z roku 2007. Ve světovém poháru obsadil celkové třetí místo ve slalomu v sezóně 1997/98. Vyhrál jeden závod světového poháru, desetkrát stál na stupních vítězů. Třikrát se stal mistrem Norska, roku 1993 v kombinaci a v roce 1998 ve slalomu a obřím slalomu. Závodní kariéru ukončil po mistrovství světa v Åre v roce 2007. Je ambasadorem sportovců organizace pro rozvojovou pomoc Right To Play.